# Black Masses
Black Masses (no debe confundirse con el grupo de música house del mismo nombre conocido por el sencillo Wonderful person de 1997) es el séptimo álbum de estudio de los ingleses Electric Wizard. Fue publicado el 1 de noviembre de 2010 por Rise Above Records. Sería el primer y único largaduración de la banda con el bajista Tas Danazoglou, y el último junto al baterista Shaun Rutter.

## Lista de canciones
Escrito por Jus Oborn y Liz Buckingham.
| N.º | Título               | Duración |  |
| 1.  | «Black Mass»         | 6:06     |  |
| 2.  | «Venus in Furs»      | 6:22     |  |
| 3.  | «The Nightchild»     | 8:02     |  |
| 4.  | «Patterns of Evil»   | 6:29     |  |
| 5.  | «Satyr IX»           | 9:57     |  |
| 6.  | «Turn Off Your Mind» | 5:51     |  |
| 7.  | «Scorpio Curse»      | 7:30     |  |
| 8.  | «Crypt of Drugula»   | 8:49     |  |

## Créditos
| Músicos Electric Wizard Jus Oborn – guitarra , voz , efectos Liz Buckingham – guitarra, efectos Tas Danazoglou – bajo Shaun Rutter – batería Invitados Edryd Turner – mellotron en "The Nightchild" | - Grabado y mezclado por Liam Watson. - Arte y diseño por Jus Oborn. - Foto de la banda por Ester Segarra. |